# José Alberto Castro
José Alberto Sáinz Castro (né le 30 mai 1965 à Mexico) est un producteur de télévision mexicain.

## Biographie
Il est le frère des actrices Verónica Castro et Beatriz Castro et du producteur de telenovelas Fausto Gerardo Sáinz. Il est l'oncle du chanteur mexicain Cristian Castro.
Il a été marié à Angélica Rivera avec qui il a eu 3 filles : Angélica Sofía (née en 1996), Regina (née en 1999) et Fernanda (née en 2005). 
En 2011 il a vécu une relation amoureuse avec l'actrice Angélique Boyer qui a duré 3 ans.

## Carrière
Il commence sa carrière dans l'équipe de production de la telenovela Mi pequeña Soledad.
Il a travaillé aussi comme producteur d'émissions de variétés animées par Verónica Castro, comme La movida (1991), Vero América va! (1992), En la noche (1994) et La tocada (1996).
C'est en 1993 qu'il débute comme producteur délégué de telenovelas comme Valentina qui a comme protagonistes Verónica Castro, Juan Ferrara et Rafael Rojas.

## Filmographie

### Telenovelas - Producteur délégué
- 1993 : Valentina
- 1995-1996 : Acapulco, cuerpo y alma
- 1996 : Sentimientos ajenos
- 1997 : Pueblo chico, infierno grande
- 1998-1999 : Ángela
- 1999 : Serafín
- 2001 : Sin pecado concebido
- 2004 : Rubí
- 2006-2007 : Código postal
- 2007-2008 : Palabra de mujer
- 2009-2010 : Los exitosos Pérez
- 2010-2011 : Teresa
- 2011-2012 : La que no podía amar
- 2012-2013 : Corona de lágrimas
- 2014 : La malquerida
- 2015-2016 : Pasión y poder
- 2016-2017 : Vino el amor
- 2018-2019 : Por amar sin ley
- 2019-2020 : Médicos
- 2021 : La desalmada

### Émissions
- 2001 : El tal Chou del once
- 1999-2000 : Humor es... los Comediantes
- 1996 : La tocada
- 1994 : En la noche
- 1993 : Furia musical
- 1992 : Y Vero América va!
- 1991 : La movida
- 1988 : Mala noche no

## Récompenses

### Premios TVyNovelas(México)
| Année | Catégorie                               | Telenovela           | Résultat   |
| ----- | --------------------------------------- | -------------------- | ---------- |
| 1997  | Meilleure telenovela                    | Sentimientos ajenos  | Nomination |
| 2000  | Prix spécial de la telenovela infantile | Serafín              | Gagnant    |
| 2002  | Meilleure telenovela                    | Sin pecado concebido | Nomination |
| 2005  | Meilleure telenovela                    | Rubí                 | Gagnant    |
| 2011  | Meilleure telenovela                    | Teresa               | Nomination |
| 2012  | Meilleure telenovela                    | La que no podía amar | Nomination |
| 2013  | Meilleure telenovela                    | Corona de lágrimas   | Nomination |

### Premios People en Español
| Année | Catégorie            | Telenovela           | Résultat   |
| ----- | -------------------- | -------------------- | ---------- |
| 2011  | Meilleure telenovela | Teresa               | Nomination |
| 2012  | Meilleure telenovela | La que no podía amar | Gagnant    |